# Carlos Sampayo
Carlos Sampayo (Carmen de Patagones, Argentina, 17 de septiembre de 1943) es un escritor y guionista de historietas argentino. Autor de novelas, relatos cortos, poesía y guiones de historieta y cine, también es especialista en jazz, tema sobre el que ha publicado varios libros (Historia del jazz, Los 100 mejores discos del jazz), dirigido una enciclopedia en siete volúmenes y artículos en publicaciones especializadas y generales. Sampayo es particularmente reconocido por la dupla creativa que forma con el artista e ilustrador José Muñoz, logrando ambos una gran popularidad en el mundo de la historieta con el nombre conjunto de "Muñoz-Sampayo".

## Biografía
En Buenos Aires dirigió una revista de poesía.
En marzo de 1971, se encuentra por primera vez con José Muñoz en el aeropuerto de Ezeiza, despidiendo a Oscar Zárate, que era amigo de ambos. Poco después, él también abandonará Argentina, estableciéndose en Madrid, donde realiza guiones para cine publicitario. 
En agosto de 1973, Sampayo deja la publicidad y se marcha a África durante un par de meses. Cuando vuelve a España, se establece en Castelldefels, empleándose provisionalmente en un taller de peletería para dedicarse después a la escritura de libros de divulgación. En junio de 1974, José Muñoz viaja desde Londres a Castedefells, animado por Oscar Zárate. Juntos comienzan a idear a Alack Sinner, cuya primera aventura fue publicada en AlterLinus y en Charlie Mensuel en 1975. Tres años más tarde, lanzaron Sophie Goin' South y El bar de Joe. 
En 1982 retomaron Alack Sinner. Luego crearon Sudor Sudaca, Billie Holiday y El Poeta, entre otras. La mayoría de estas historias fueron recogidas en álbumes por Futuropolis y Casterman, Francia. Firmó también el manifiesto "Ante un conato de degradación del significado cultural del cómic" (1983).
En 1988, siempre junto a José Muñoz, hicieron Jeu de Lumières para el editor Albin Michel. Dos años más tarde, estaban presentes en L'echo des Savanes con Europe en Flammes. 
Con Dans les Bars, Le livre y L'affaire U.S.A. (Casterman 2003, 2004 y 2006) continuó su colaboración con José Muñoz.

### Historietas

#### ConJosé Muñoz
- Alack Sinner
- Sophie
- Tango y milonga
- En el bar
- Juego de luces
- Europa en llamas
- Sudor sudaca
- Otoño y primavera
- El poeta
- En los bares
- El libro
- Carlos Gardel
- Billie Holiday

Algunas de estas obras fueron premiadas en los festivales internacionales de Lucca y Angoulême.

#### ConFrancisco Solano López
- Evaristo

#### Con Igort
- Fats Waller

#### Con Oscar Zárate
- Paraguay, crónica de un exterminio (ensayo histórico ilustrado)
- Tres artistas en París
- Fly Blues.
- La faille.

### Narrativa
- El lado salvaje de la vida
- Memorias de un ladrón de discos
- El año que se escapó el león
- En panne seiche
- Nuevas aventuras del ladrón de discos.
- La dictadura ilustrada